# Yakovlev Yak-18
El Yakovlev Yak-18 (en ruso: Як-18, designación OTAN: Max) es un avión de entrenamiento básico, diseñado en los años 1940 por el fabricante aeronáutico Yakovlev.

## Variantes

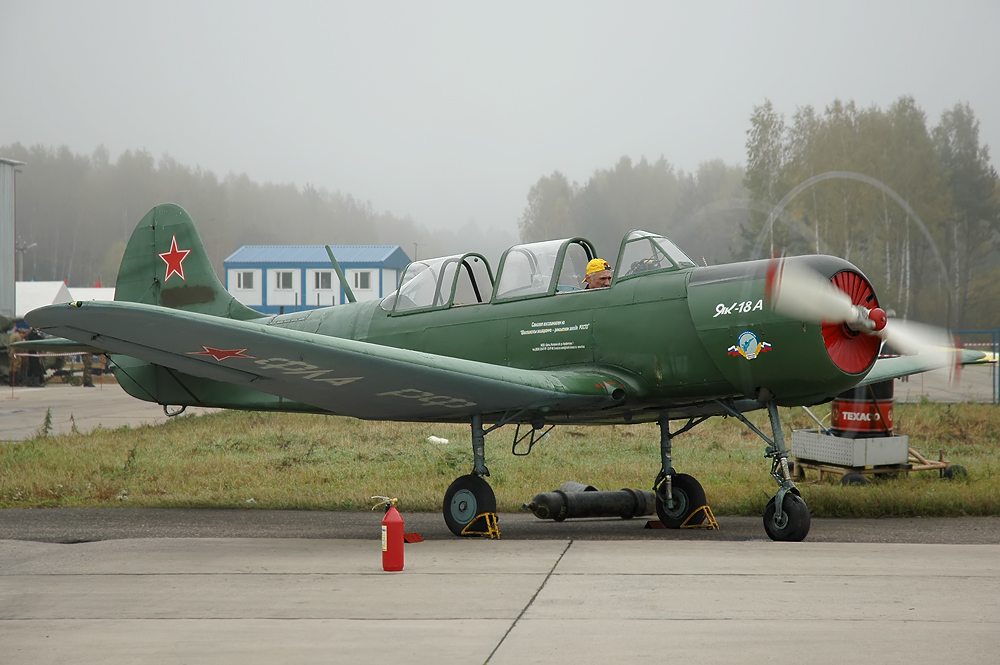
Yak-18A.

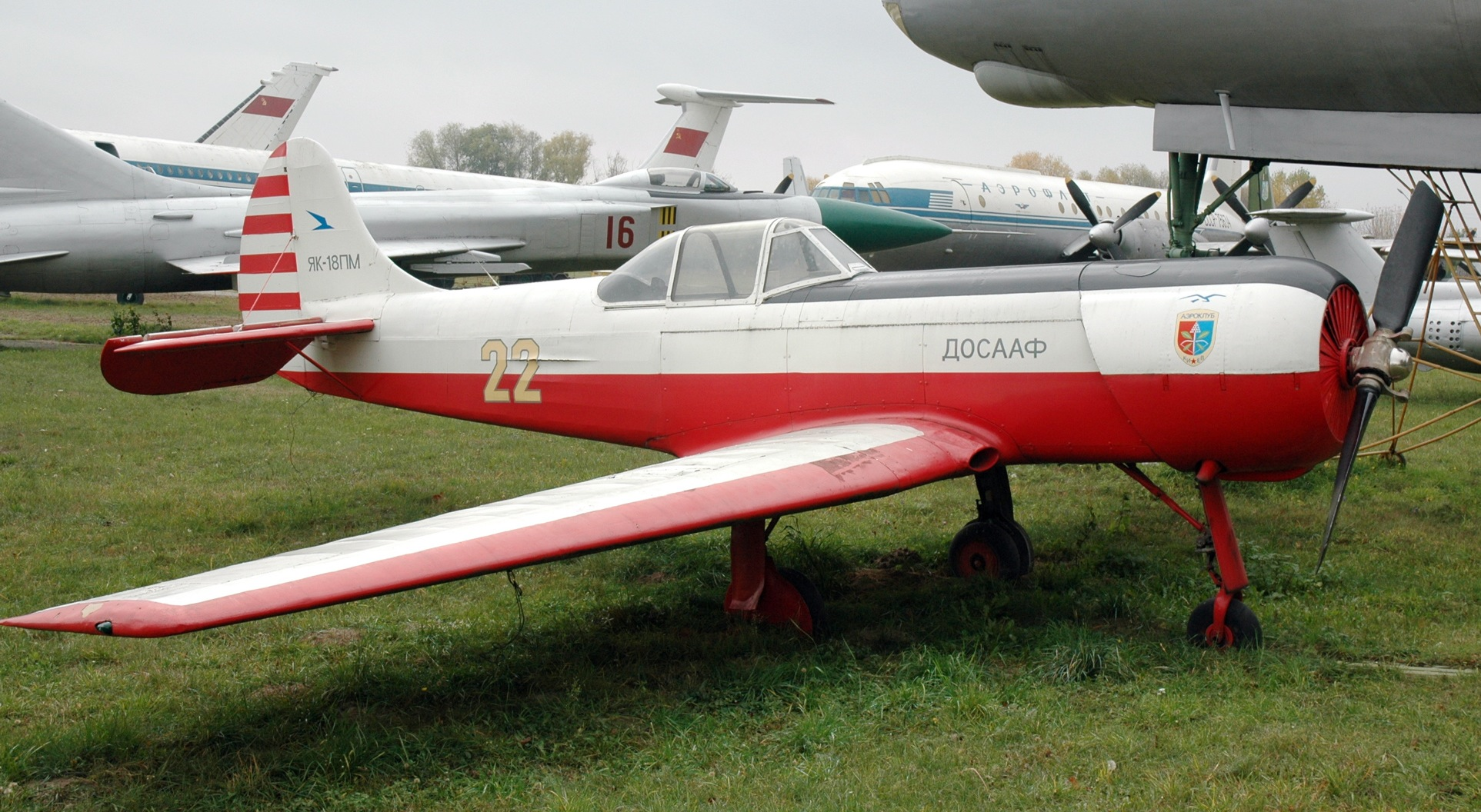
Yak-18PM.

Yak-18
Versión inicial.
Yak-18A
Versión remotorizada, con un motor Ivchenko AI-14.
Yak-18U
Versión con tren de aterrizaje retráctil.
Yak-18P
Versión monoplaza.
Yak-18PM
Versión para vuelo acrobático de alta escuela.
Yak-18PS
Versión para vuelo acrobático con tren de cola retráctil.
Nanchang CJ-5
Licencia de producción del Yak-18, unidades fabricadas en China.

## Operadores
Afganistán
- Fuerza Aérea de Afganistán

 Albania
- Fuerza Aérea de Albania

 Argelia
- Fuerza Aérea de Argelia

 Austria
- Fuerza Aérea Austriaca

 Bangladés
- Fuerza Aérea de Bangladés

 Bulgaria
- Fuerza Aérea Búlgara

 Camboya
- Fuerza Aérea de Camboya

 China
- Fuerza Aérea del Ejército Popular de Liberación

 Checoslovaquia
- Fuerza Aérea Checoslovaca

 República Democrática Alemana
- Fuerza Aérea de Alemania Oriental

 Egipto
- Fuerza Aérea Egipcia

 Guinea
- Fuerza Aérea de Guinea

 Hungría
- Fuerza Aérea Húngara

 Irak
- Fuerza Aérea Iraquí

 Mali
- Fuerza Aérea de Malí

 Corea del Norte
- Fuerza Aérea de Corea del Norte

 Polonia
- Fuerza Aérea Polaca

 Rumania
- Fuerza Aérea Rumana - 17

 Somalia
- Fuerza Aérea de Somalia

 Unión Soviética
- Fuerza Aérea Soviética

 Siria
- Fuerza Aérea Siria

## Especificaciones

### Características generales
- Tripulación: Dos (estudiante e instructor)
- Longitud: 8,35 m
- Envergadura: 10,60 m
- Altura: 3,35 m
- Superficie alar: 17,8 m²
- Peso vacío: 1025 kg
- Peso máximo al despegue: 1320 kg
- Planta motriz: 1× motor radial de nueve cilindros refrigerado por aire Ivchenko AI-14RF.
  - Potencia: 224 kW (300 hp)

### Rendimiento
- Velocidad nunca excedida (Vne): 300 km/h
- Alcance: 700 km
- Techo de vuelo: 5060 m (16 596 pies)

### Aeronaves similares
- LWD Junak
- de Havilland Chipmunk
- Percival Prentice
- Ryan Navion